# Nedre Gärdsjö
Nedre Gärdsjö è un'area urbana della Svezia situata nel comune di Rättvik, contea di Dalarna.
La popolazione rilevata nel censimento 2010 era di 225 abitanti .